# Tridentiger bifasciatus
Tridentiger bifasciatus е вид лъчеперка от семейство Попчеви (Gobiidae).

## Разпространение
Видът е разпространен в Китай и Япония. Внесен е в САЩ.